# Ulmerochorema luxaturum
Ulmerochorema luxaturum là một loài Trichoptera thuộc họ Hydrobiosidae. Chúng phân bố ở miền Australasia.